# Howie Long
Howard "Howie" Matthew Moses Long (Somerville, 6 de janeiro de 1960) é um ex-jogador profissional de futebol americano estadunidense. Tendo sido nomeado para oito Pro Bowls, somando 84 sacks e duas interceptações na carreira de 179 jogos, Howie foi eleito para o Hall da fama do esporte em 2000.
Ele foi campeão da temporada de 1983 da National Football League jogando pelo Los Angeles Raiders.